# Teresa Galindo
María Teresa Galindo Mata (Mexico-Stad, 12 november 1970) is een voormalig beachvolleybalspeler uit Mexico. Ze nam eenmaal deel aan de Olympische Spelen.

## Carrière
Galindo begon haar internationale beachvolleybalcarrière in 1995 toen ze met Laura Miranda in Carolina debuteerde in de FIVB World Tour. Het duo speelde tot en met 1998 nog vijf wedstrijden in de mondiale competitie met een zeventiende plaats in Hermosa Beach als beste resultaat. In 1999 wisselde Galindo van partner naar Hilda Gaxiola. Het duo nam dat jaar deel aan de wereldkampioenschappen in Marseille, maar wist niet door te dringen tot het hoofdtoernooi. Verder speelden ze zes wedstrijden in de World Tour waar ze tot vier vijf-en-twintigste plaatsen kwamen. Het jaar daarop deden ze mee aan elf toernooien in de mondiale competitie. Ze behaalden daarbij onder meer een zevende plaats in Dalian en een negende plaats in Berlijn. Daarnaast hadden ze zich geplaatst voor de Olympische Spelen in Sydney waar ze na twee wedstrijden werden uitgeschakeld.
Na afloop vormde Galindo voor een seizoen een team met Mayra Huerta. In 2000 werden ze nog negende bij het Open-toernooi van Fortaleza en het jaar daarop kwamen ze bij tien reguliere FIVB-toernooien tot twee zevende plaatsen (Macau en Maoming) en een plaats (Osaka). Bij de WK in Klagenfurt bereikten ze als groepswinnaar de zestiende finale waar ze werden uitgeschakeld door hun landgenoten Gaxiola en Mayra García. Daarnaast namen ze in Brisbane deel aan de Goodwill Games. In 2002 speelde Galindo acht wedstrijden met Myrna Ochoa waarbij twee zeventiende plaatsen het beste resultaat waren. Het daaropvolgende seizoen was ze met Laura Dorantes en Laura Miranda in totaal actief op vijf internationale toernooien en in 2004 kwam ze met Huerta bij drie toernooien niet verder dan een drie-en-dertigste plaats. Het jaar daarop vormde ze een duo met Martha Revuelta. De twee namen deel aan tien toernooien in de World Tour met een vijf-en-twintigste plaats in Acapulco als beste resultaat. De wedstrijd in Acapulco was tevens Galindos laatste internationale optreden. 